# Wattrelos
Wattrelos je mesto in občina v severnem francoskem departmaju Nord regije Nord-Pas-de-Calais. Leta 1999 je mesto imelo 42.753 prebivalcev.

## Geografija
Kraj leži v severni Franciji ob vodnem kanalu Roubaix, 14 km severovzhodno od Lilla, ob meji z Belgijo.

## Administracija
Občina Wattrelos je razdeljena med kantona Roubaix-Vzhod in Roubaix-Zahod. Slednja sta sestavna dela okrožja Lille.

## Zgodovina
Kraj se prvikrat omenja v letu 1030.

## Pobratena mesta
- Eschweiler (Nemčija),
- Guarda (Portugalska),
- Mohač (Madžarska),
- Siemianowice (Poljska),
- Solcà (Romunija).